# Bérenger Frédol le Jeune
Pour les articles homonymes, voir Frédol.
Ne doit pas être confondu avec Bérenger Frédol l'Ancien.
Bérenger de Frédol le Jeune est un cardinal français né en France et décédé le novembre 1323 à Avignon. Il est un neveu du cardinal Béranger Frédol l'Ancien.

## Biographie
Bérenger de Frédol est chanoine et chambellan au chapitre de Béziers. Il est élu évêque de Béziers en 1309.
Frédol est créé cardinal par le pape Clément V lors du consistoire du 23 décembre 1312. Le cardinal de Frédol est camerlingue du Sacré Collège en 1313. Il participe au conclave de 1314-1316, lors duquel Jean XXII est élu. Frédol est nommé doyen du Collège des cardinaux en 1323, après la mort de son oncle.
Il est l'héritier de son cousin Raymond II de Gaucelm d'Uzès († v. 1316) d'un quart de la seigneurie d'Uzès. Il lègue celle-ci à son neveu Bérenger de Laudun, vers 1320.